# Fred Poulet
Fred Poulet (* 20. September 1961 in Dijon) ist ein französischer Musikproduzent und Regisseur. In erster Linie ist er verantwortlich für diverse Musikvideos. Während der Fußball-Weltmeisterschaft 2006 in Deutschland drehte er zusammen mit dem französischen Nationalspieler Vikash Dhorasoo den Video-Dokumentarfilm Substitute welcher im Februar 2007 veröffentlicht wurde. Substitute ist Poulets erster abendfüllender Film.